# Zambujeira do Mar
Zambujeira do Mar is een plaats (freguesia) in de Portugese gemeente Odemira en telt 844 inwoners (2001).